# Думајр
Думеир, такође Думаир, Дамир и Думајр (арап. ضمير or الضمير‎‎) је град смештен на 40 km североисточно од Дамаска, Сирија.
Војно ваздухопловство Сирије као и војни аеродром Думајр стационирани су овде.

## Археологија
Римски храм Думеир налази се у центру старог града. Био је посвећен Зевсу Хипсистосу 245. године за време владавине римског императора Филипа Арапина. Међутим, постоји раније упућивање на зграду у једној тужби из 216. Олтар је посвећен семитичком божанству, Балсамин 94. године, сада у Институт ду Монде Арабе у Паризу, указују на то да је се пре тога на овом месту налазио верски објакат Набатејаца.
Облик је веома неуобичајен, а изградња је можда на почетку служила као јавна фонтана или поштанска станица, али у свом коначном облику очигледно је да је то храм. Утврђено је да је у арапском периоду, лук на задњем зиду био испуњен камењем и одбрамбеним уређајима.
Храм је обновљен као резултат великог истраживања и реконструкције.